# 이민 (화학)

이민의 일반적인 구조

이민(영어: imine)은 탄소-질소 이중 결합을 포함하는 작용기 또는 화합물이다. 질소 원자는 수소 원자 또는 유기기(R)와 결합할 수 있다. 이 그룹이 수소 원자가 아닐 경우 화합물은 때때로 시프 염기라고 할 수 있다. 탄소 원자는 두 개의 추가적인 단일 결합을 갖는다. "이민(imine)"이라는 용어는 1883년에 독일의 화학자 알베르트 라덴부르크가 만들었다.

## 생물학적 역할
이민은 자연에서 흔하게 발견된다. 예를 들어 비타민 B6는 이민의 형성을 통해 아미노산의 탈아미노화를 촉진한다.

## 같이 보기
- 엔아민
- 시프 염기
- 카복시미데이트
- 옥심
- CN 이중 결합을 가지고 있는 기타 작용기: 옥심, 하이드라존
- CN 삼중 결합을 가지고 있는 기타 작용기: 나이트릴, 아이소사이아나이드